# Dali Chasma
Dali Chasma is een kloof op de planeet Venus. Dali Chasma werd in 1982 genoemd naar Dali, de godin van de jacht in de Georgische mythologie van de Kaukasus.
De kloof heeft een lengte van 2077 kilometer en bevindt zich in het quadrangle Diana Chasma (V-37).
De kloof loopt van west naar oost doorheen het quadrangle, samen met een andere grote kloof, Diana Chasma, die 938 kilometer lang is. Ze behoren tot de diepste en steilste kloven op Venus met een diepte tot 3 kilometer en hellingen van meer dan 30°. Beide chasmata verbinden de hooglanden van Ovda Regio en Thetis Regio met de grote vulkanen in Atla Regio en worden daarom beschouwd als de "schorpioenstaart" van Aphrodite Terra. De brede, gebogen helling lijkt op sommige van de subductiezones van de Aarde waar aardkorstplaten over elkaar werden geduwd. Het radarheldere oppervlak op het hoogste punt langs de steile helling is vergelijkbaar met oppervlakken in andere verhoogde gebieden waar een metaalachtig mineraal zoals pyriet op het oppervlak kan voorkomen.